# Santa Coloma de Cervelló
Santa Coloma de Cervelló település Spanyolországban, Katalónia autonóm közösségben, Barcelona tartományban, Baix Llobregat járásban. Lakosainak száma 8335 fő (2024).

## Földrajza
Santa Coloma de Cervelló Torrelles de Llobregat, Sant Vicenç dels Horts, Sant Feliu de Llobregat, Sant Joan Despí, Sant Boi de Llobregat és Sant Climent de Llobregat községekkel határos.

## Közlekedés
A település az FGC vasúttársaság Llobregat–Anoia-vasútvonala vonalán fekszik, melyen Barcelona is könnyedén megközelíthető.

## Látnivalók
- Güell-kolónia, Antoni Gaudí világhírű építész épületegyüttese, a Világörökség része.

## Népesség
A település lakosságának változását az alábbi diagram mutatja:
| Lakosok száma | 88   | 225  | 1295 | 1582 | 2654 | 6652 | 7744 | 8038 | 8218 | 8335 |
|               | 1717 | 1887 | 1936 | 1960 | 1986 | 2004 | 2009 | 2014 | 2019 | 2024 |